# Albert Español
Albert Español Lifante (Barcellona, 29 ottobre 1985) è un pallanuotista spagnolo, vicecampione del mondo con la propria nazionale a Roma 2009.

## Biografia
Di scuola Barceloneta fa l'esordio in División de Honor a solo 16 anni. Con il club di Barcellona, che all'epoca ancora non aveva iniziato l'impressionante serie di successi che l'avrebbero reso forza egemone della pallanuoto spagnola, Español conquista sei titoli nazionali e cinque Coppe del Re in otto stagioni, saltando solo il 2007-08 in cui fa ritorno al Mataró, per poi rientrare al Barceloneta.
Viene acquistato dalla Florentia nel 2011, con cui disputa la finale di Coppa LEN, per poi ritornare al Barceloneta in occasione della trionfale stagione 2013-14, in cui il club spagnolo vince campionato, Coppa del Re e Champions League, la prima nella storia del club. Nel 2016 si trasferisce in Grecia, all'Olympiakos vicecampione d'Europa.

## Palmarès

### Club
- Campionato spagnolo: 10

Barceloneta: 2002-03, 2005-06, 2006-07, 2008-09, 2009-10, 2010-11, 2013-14, 2014-15, 2015-16, 2017-18
- Copa del Rey: 9

Barceloneta: 2003-04, 2005-06, 2006-07, 2008-09, 2009-10, 2013-14, 2014-15, 2015-16, 2017-18
- Supercopa de España: 9

Barceloneta: 2003, 2004, 2006, 2008, 2009, 2010, 2013, 2015, 2017
- Coppa dei Campioni/Eurolega: 1

Barceloneta: 2013-14
- Supercoppa LEN: 1

Barceloneta: 2014
- Campionato greco: 1

Olympiakos: 2016-17

### Nazionale
- Mondiali

Roma 2009: 